# Dromen (hoorspel)
Dromen is een hoorspel van Günter Eich. Träume werd op 19 april 1951 door de Nordwestdeutscher Rundfunk uitgezonden. Nora Snijders vertaalde het en de KRO zond het uit in het programma Dinsdagavondtheater op dinsdag 14 februari 1967. De regisseur was Léon Povel. Het hoorspel duurde 64 minuten.

## Rolbezetting
- Paul Deen (verbindende gedichten)

Eerste droom
- Jan Lemaire sr. (oeroude man)
- Sophie Köhler-van Dijk (oeroude vrouw)
- Fé Sciarone (vrouw)
- Joke Hagelen (kind)
- Hans Veerman (kleinkind)

Tweede droom
- Paul van der Lek (gast)
- Peronne Hosang (zijn vrouw)
- Corry van der Linden (dame)
- Jan Borkus (heer)

Derde droom
- Frans Somers (vader)
- Eva Janssen (moeder)
- Wiesje Bouwmeester (buurvrouw)
- Lex Schoorel (Bob)
- Joke Hagelen (Elsie)
- Rob Geraerds (burgemeester)
- Hans Veerman (stem)

Vierde droom
- Rob Geraerds (Anton)
- Jan van Ees (Wassilij)
- Jip Sterman (kok)

Vijfde droom
- Nel Snel (moeder)
- Barbara Hoffman (dochter)
- Jan Borkus (Bill)
- Hans Karsenbarg (omroeper)
- Paul van der Lek (professor)

## Inhoud
De eerste uitzending van Günter Eichs hoorspel begon om 20:50 uur, iets later dan gewoonlijk, "daar men de kinderen al in bed wilde hebben”. Een "moorddadige aangelegenheid" zou het volgens het voorbericht in Der Spiegel worden, en inderdaad scheen het dat voor velen te zijn; de Nordwestdeutsche Rundfunk in Hamburg kreeg woedende telefoontjes en bezwaarbrieven: "We hebben zo-even uw luisterspel gehoord, van die Eich. Kan men die man niet opsluiten?" - Vijf scènes geven vijf nachtmerries weer. Ze spelen zich telkens af in één der vijf continenten, en ervoor wordt telkens in de nuchtere taal van een nieuwsbericht over een of andere argeloze mens gesproken die de daarna volgende nachtmerrie beleeft. ("Vermoedelijk worden de aangename dromen op deze wereld door schurken gedroomd.") Verder staan aan het begin en het einde van het hoorspel en tussen de scènes gedichten van een vermanende, zelfs bezwerende aard.
- Eerste droom: (1-2 augustus 1948, slotenmakersbaas Wilhelm Schulz, Westfalen)

Een familie bestaande uit oerouden, ouden en kinderen rijdt, blijkbaar al decennialang, in een donkere goederenwagon door de wereld 'die niet bestaat', daar hij uit de herinnering van de opgesloten reeds lang weggestorven is. 
- Tweede droom: (3 november 1950, ambtenaar van financiën Bayar uit Smirna)

De ambtenaar van financiën Bayar uit Smirna wil ‘s nachts in een hotel in Ankara door herhaald op de belknop te drukken het kamermeisje roepen en ervaart uiteindelijk, dat hij door zijn gebel telkens een valbijl in werking heeft gesteld en scherprechter is geworden.
- Derde droom: (27 april 1950, automonteur Lewis Stone, Freetown, Queensland, Australië)

In een Australische nederzetting wachten de inwoners in doodsangst op 'de vijand'. Het huis, waarin hij zich vestigt, wordt door hem met de hele inhoud in bezit genomen.
- Vierde droom: (29 december 1947, landkaartentekenaar Iwan Iwanowitsch Borislawski, Moskou)

Twee onderzoekers in het Afrikaanse oerwoud verliezen na een heerlijk maal hun geheugen en spraakvermogen.
- Vijfde droom: (31 augustus 1950, Lucy Harrison, Richmond Avenue, New York)

Termieten knagen in onverzadigbare vraatzucht aan alles: ze hollen elk ding en elk lichaam ongemerkt van binnen uit. Dat overkomt drie mensen in hun wolkenkrabberwoning in New York.